# O Artesão (jornal)

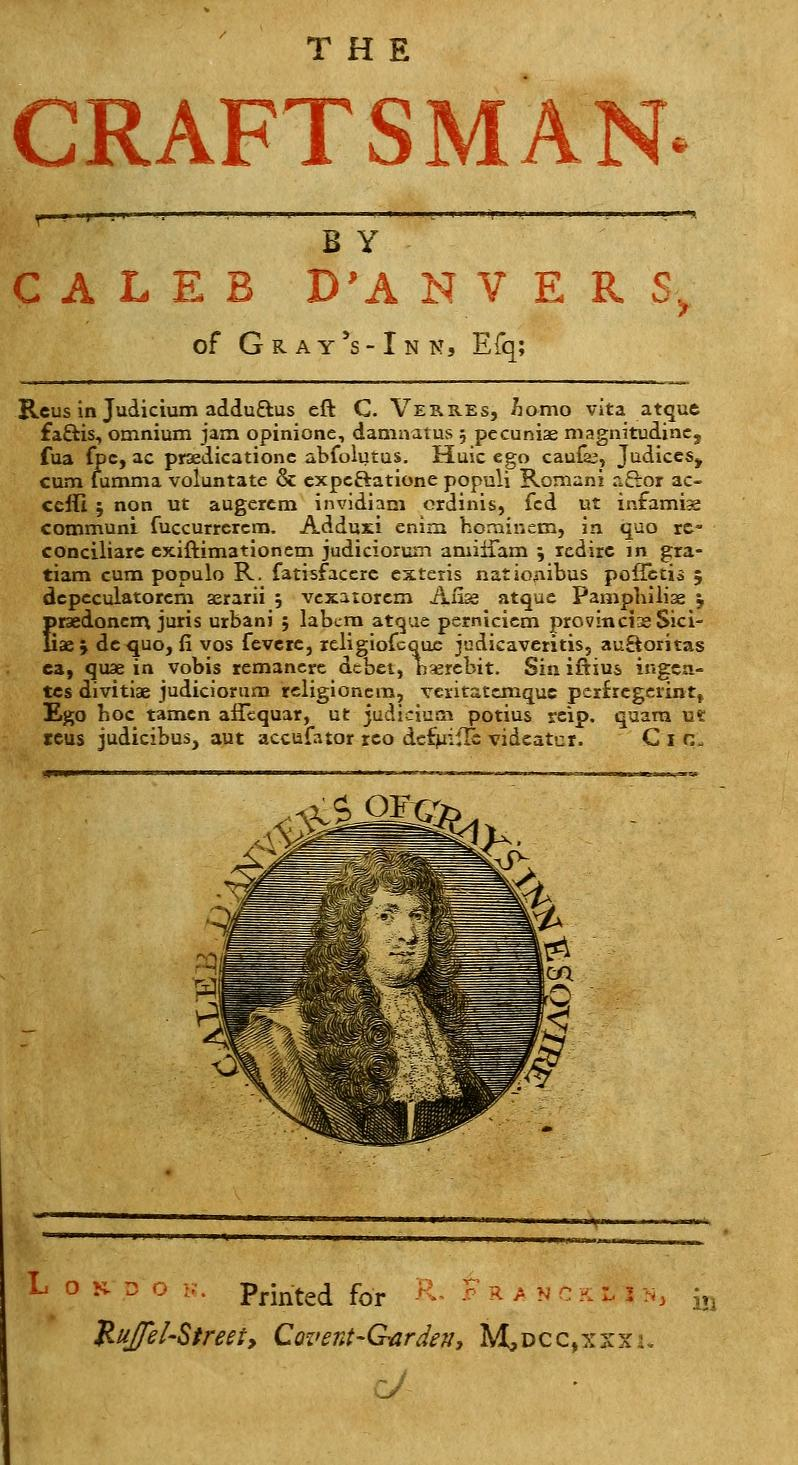
The Craftsman

"The Craftsman", em tradução livre, "O Artesão", também conhecido como "The Country Journal" ou "The Craftsman ou The Craftsman: Being a Critique on the Times", foi um jornal britânico que funcionou de 1726 a 1752, fundado por Lord Bolingbroke e William Pulteney. O jornal era editado por Nicholas Amhurst, sob o pseudônimo de "Caleb D'Anvers", conhecido por publicar cartas e ensaios de Lord Bolingbroke. The Craftsman foi usado por  Lord Bolingbroke e os 'Patriot Whigs' para se opor à administração de Robert Walpole e sua facção 'Court Whig'. Entre os escritores do jornal, estavam os primeiros satiristas, como Jonathan Swift e Alexander Pope.

## Links externos
- Os arquivos do Craftsman no HathiTrust